# Danh sách tập phim Angry Birds Toons
Dưới đây là danh sách đầy đủ các tập phim của Angry Birds Toons:

## Giới thiệu các mùa phim
| Số mùa | Phát hành     | Số tập |
| ------ | ------------- | ------ |
| 1      | 16/3/2013     | 52     |
| 2      | Cuối năm 2014 | 26     |
| 3      | TBA 2016      | 26     |

## Giới thiệu các tập phim

### Season 1
| #  | Tập phim                                           | Nhân vật                                                                 | Cốt truyện |
| -- | -------------------------------------------------- | ------------------------------------------------------------------------ | --- |
|    | Meet the Flock                                     | Giới thiệu các nhân vật                                                  | |
| 1  | Chuck Time (Thời gian của Chuck)                   | Red và Chuck                                                             | Chuck bê một chiếc súng cao su. Nhưng khi Chuck cố đỡ cao su, cậu đã đẩy Red ra ngoài, và cậu phải cứu Red |
| 2  | Where's My Crown? (Vương miện của tôi đâu?)        | King Pig, Corporal Pig, Minion Pig and more                              | Vua Lợn bị mất vương miện, và ông ta sẽ không điều hành được bọn lợn chỉ vì vương miện bị mất. |
| 3  | Full Metal Chuck (Buổi tập của Chuck)              | Chuck and The Blues                                                      | Chuck bắt những chú chim màu xanh phải tập luyện |
| 4  | Another Birthday (Một sinh nhật nữa)               | Minion Pig, Corporal Pig and King Pig                                    | Một trong số những chú lợn có một ngày sinh nhật nhưng không ai trong số những chú lợn khác muốn ăn mừng với anh khi họ đi cùng với công việc thường xuyên của họ. Nhưng vào cuối ngày, họ cho anh ta một bữa tiệc bất ngờ. |
| 5  | Egg Sounds (Tiếng nhạc của quả trứng)              | Red, Chuck, The Blues và Maltida                                         | Những chú chim tin rằng, những quả trứng có thể tạo tiếng động. Nhưng thực ra, The Blues đã tạo ra tiếng động của quả trứng mà lũ chim không hề biết |
| 6  | Pig Talent (Tài năng của lợn)                      | King Pig, Coroporal Pig, Minion Pig and more                             | Một buổi đêm để những chú lợn thể hiện tài năng của chúng. Nhưng ông lợn vua không hề thích một tài năng nào của chúng. |
| 7  | Cordon Bleugh (Món ăn hôi hám)                     | Maltida, Red, Chuck, The Blues, Minion Pig, Corporal Pig                 | Maltida làm một món ăn cho những chú chim, nhưng không ngờ chúng lại hôi đến thế. Việc đổ món ăn hôi hám đó đã làm kế hoạch của bọn lợn thất bại |
| 8  | True Blue (Sự thật về chú chim màu xanh)           | The Blues, Chef Pig and Minion Pig                                       | Sự thật về chú chim khổng lồ màu xanh là chú lợn màu xanh lá? |
| 9  | Do As I Say? (Mẹ đã nói gì?)                       | Maltida, The Blues, Minion Pig and Corporal Pig                          | Sự nghịch ngợm của The Blues đã khiến cho Maltida (người mẹ của The Blues) phải bực mình. Đúng lúc đó, lũ lợn con đang dùng một thiết bị đặc biệt để chuẩn bị kéo trứng lên |
| 10 | Off Duty (Ám ảnh)                                  | Red, Chuck, Maltida, The Blues, Bomb and Minion Pig                      | Maltida muốn Red đi nghỉ để những chú chim ở nhà trông trứng. Nhưng vì quen trông trứng, nỗi ám ảnh của Red về trứng đã tăng lên. Còn bọn chim thì chẳng liên quan gì đến trứng, nên lũ lợn đã cướp được trứng trong nháy mắt |
| 11 | Slingshot 101 (Súng cao su 101)                    | Red, The Blues và Minion Pig                                             | Khi Red đang dạy The Blues cách dùng súng cao su thì lũ lợn lại đến cướp trứng và Red bị vút cùng với súng cao su của nó |
| 12 | Thunder Chuck (Chuck sợ sấm)                       | Red, Chuck, Corporal Pig and Minion Pig                                  | Một tiếng sấm nhỏ cũng có thể làm Chuck sợ, kể cả lũ lợn có dọa Chuck đi chăng nữa |
| 13 | Gardening with Terence (Làm vườn với Terence)      | Maltida và Terence                                                       | Terence che hết ánh nắng ở khu vườn của Maltida và làm những bông hoa trở nên héo đi |
| 14 | Dopeys on a Rope (Dopeys trên một sợi dây)         | Red, Chuck, The Blues, Minion Pig và Corporal Pig                        | Những chú lợn cố gắng để ăn cắp những quả trứng bằng nhảy bungee, nhưng những con chim bắt chúng trong hành động. |
| 15 | Trozan Eggs (Trứng giả)                            | Red, Chuck, Bomb, King Pig, Minion Pig, Chef Pig, and more pigs...       | Lợn đầu bếp vừa thiết kế một thứ để đưa lợn vua vào trong đó và lấy trứng, nhưng thực ra ông ta làm thế để cướp ngai vàng và trở thành nhà vua thứ hai của đàn lợn. Khi đầu bếp đem quả trứng đến chỗ chim, họ đã đem trả lại, nhưng ghi là trứng của chim. Lũ lợn tưởng là lần này lũ chim tốt bụng, liền tổ chức một buổi tiệc, nhưng không ngờ bên trong nó lại là vua lợn |
| 16 | Double take (lấy đôi)                              | Maltida, The Blues and Minion Pig                                        | Matilda có vệ binh trứng The Blues, nhưng the Blues quyết định để nhảy vào bùn, và những quả trứng bị mất tích. The Blues giả vờ là trứng như Matilda trở về nhưng khi cô ấy rời khỏi một lần nữa, những chú lợn đã tới và bắt cóc The Blues, thay thế chúng bằng lợn giả vờ là trứng.                                                                                        |
| 17 | Crash Test Piggies (Bài kiểm tra của lợn)          | Minion Pig and Corporal Pig                                              | Bài kiểm tra của lợn: "Lấy trứng trên cao" |
| 18 | Slappy'n Go Lucky (May mắn của Slappy'n)           | Minion Pig, Foreman Pig, Corporal Pig, King Pig và một con lợn mới       | Slappy'n - chiếc máy mới tạo của Foreman Pig - đã tấn công cả buổi biểu diễn của vua lợn |
| 19 | Sneezy Does It (Hắt hơi phải không)                | Minion Pig, Corporal Pig, King Pig                                       | Trong một kỷ niệm, một trong những chú lợn bên gây ra các tùy tùng để rơi. Vua có lợn trượt lên tung đi và thay thế chúng với lợn bên. Sau khi leo lên cầu thang, chú heo bên được làm phiền bởi một con ong. |
| 20 | Run, Chuck, Run (Tiến lên Chuck)                   | Red, Chuck, The Blues, Maltida, Bomb và Terence                          | Đối thủ của cậu trong cuộc chạy lần này là Terence, và cậu rất sợ thi đấu khi một chú chim vàng nhỏ bé phải đấu với một con to lớn như vậy |
| 21 | Hypno Pigs (Chim thôi miên)                        | Red and Minion Pig                                                       | Những chú lợn làm thôi miên Red, và chúng sẵn sàng trêu chọc Red |
| 22 | Eggs Day Out (Ngày trứng rơi)                      | Red and Minion Pig                                                       | Quả trứng của Red bi rơi và cậu phải hoàn thành thử thách đầy cam go và nguy hiểm để lấy lại những quả trứng của cậu |
| 23 | Gate Crasher (Đập cửa)                             | Red, Chuck and Minion Pig                                                | Chuck cố gắng đập cửa sắt để đánh lợn, nhưng cậu không hề biết, ở đó có cửa sau. |
| 24 | Hog Roast (Heo nướng)                              | Foreman Pig and Minion Pig                                               | Những chú lợn đưa Red ngủ bằng thôi miên, nhưng thay vì lấy trứng, họ đã dành chúng thời gian của để trêu chọc Red. |
| 25 | The Bird That Cried Pig (Chim khóc lợn)            | Red, Chuck, Maltida, The Blues, Bomb and Minion Pig                      | Bomb đã cứu trứng và Chuck rất ghen tị. Chuck đã lập một kế hoạch để cho họ biết ai là anh hùng, nhưng kế hoạch bị lật đổ khi lũ lợn đã phát hiện được nơi giấu trứng của Chuck. |
| 26 | Hamshanks Redeption (Trốn tù)                      | Terence, Prisoner Pig, Guard Pig and Goliath Pig                         | Hambo hồi trẻ bị bắt vào tù. Hambo tìm mọi cách để trốn tù nhưng đều không thành công. |
| 27 | Green Pig Soup (Súp rau lợn xanh)                  | Maltida, Corporal Pig and Minion Pig                                     | Lũ lợn đóng giả thành bắp cải để cải trang và lấy trứng. Nhưng thời điểm được chọn của Corporal Pig lại đúng vào lúc Maltida lấy bắp cải để làm món súp của cô ấy. |
| 28 | Catch of the Day (Ngày bắt trứng)                  | The Blues, Terence, Minion Pig and Corporal Pig                          | Corporal Pig dùng cái để hút vào đại bác để bắt trứng, nhưng thay vì bắt trứng, The Blues đã biết ý định của lũ lợn điên, và thay thế thành những đồ vật ngớ ngẩn, kể cả Terence. |
| 29 | Nighty Night Terence (Một đêm mất ngủ của Terence) | Terence, Corporal Pig and Minion Pig                                     | Những quả trứng đặt trên thân Terence. Lúc nó ngủ, chúng nó mò lấy trứng. Lúc nó dậy, Corporal Pig hát ru cho nó. |
| 30 | Piggy Wig (Mái tóc của hoàng gia)                  | The Blues, King Pig, Minion Pig                                          | Những chú lợn đang chuẩn bị tóc giả cho lợn vua, nhưng không có mái tóc nào mà lợn vua thích. Bất ngờ trong buổi tập của The Blues, Jam bị sét đánh và bay thẳng vào đầu lợn vua, nhưng ông ta nghĩ đó là mái tóc hoàn hảo |
| 31 | Pig Plot Potion (Biến thành con lợn)               | Chef Pig, King Pig, Minion Pig, Red và Ốc Sên                            | Đầu bếp lợn chế ra một thí nghiệm có thể biến một con vật thành lợn trong nháy mắt. Nhưng nó chỉ có tác dụng trong một thời gian nhất định. Điều đó cũng dễ dàng khi lý giải vì sao Red là lợn trong Sneak Peek |
| 32 | Tooth Royal (Chiếc răng của hoàng gia)             | Red, Chuck, Bomb, King Pig, Minion Pig and Foreman Pig                   | Răng của lợn vua bị sâu, làm xấu mặt cung điện |
| 33 | Night of the Living Pork (Đêm của lợn sống)        | Bubbles, King Pig, and Zombie Pig                                        | Vua lợn nhận được một chuyến thăm từ người lừa hoặc xử hóa thành lợn thây ma. Một chú chim thích kẹo cam tên là Bubbles cũng được mời. |
| 34 | King of the Castle (Vua của lâu đài)               | Chef Pig, King Pig and Minion Pig                                        | Vua lợn và Đầu bếp lợn cạnh tranh trong việc xây lâu đài cát |
| 35 | Love is in the Air (Tình yêu trên mây)             | King Pig, Corporal Pig, Minion Pig and Chronicler Pig                    | Chronicler Pig bắn rau cải vào vua lợn. Vua lợn tưởng đó là hoàng hậu, và đem về cưới nhau. |
| 36 | Fired Up (Bắn lên)                                 | Red, Chuck, Matilda and Bomb                                             | Ý tưởng của việc giữ trứng ấm lên của Chuck bị từ chối, và Red dùng chăn của Matilda thay vì Chuck. Chuck sử dụng một kính lúp để cố gắng để làm nóng trứng nhưng chăn bén lửa |
| 37 | Clash of Corns (Cuộc đụng độ của bắp ngô)          | Matilda and Bomb                                                         | Bomb muốn ăn bắp ngô riêng của Matilda, nhưng Matilda cố gắng để bảo vệ khỏi Bomb. |
| 38 | A Pig Best Friends (Người bạn thân thiết của lợn)  | The Blues, Minion Pig, Foreman Pig and King Pig                          | Jam bị lũ lợn bắt làm chim cảnh của lợn vua, nhưng không ai biết đây chính là kế hoạch tiêu hủy việc cướp trứng của đội lợn xấu xa. |
| 39 | Slumber Mill (Nhà máy ngủ)                         | Minion Pig, Foreman Pig and King Pig                                     | Một chú lợn đã cắt gỗ ngạc nhiên để tìm ra nhà của lợn bây giờ là dưới một con đường đi du lịch trên cao. |
| 40 | Jingle Yells (Tiếng hét ngân)                      | The Blues, Minion Pig, Corporal Pig and King Pig                         | Corporal Pig mặc áo ông già Noel để ăn cắp những quả trứng, nhưng the Blues khám ngụy trang của mình. Sau đó họ có được món quà từ ông già Noel thật. |
| 41 | El Porkador! (Lợn khổng lồ)                        | Red, The Blues, Bomb, Terence, Big Bork, Minion Pig and Corporal Pig     | Một chú lợn khổng lồ mặc một bộ trang phục chiến đấu chống lại bầy chim, cho đến khi gặp Terence. |
| 42 | Hiccups (Chim bị nấc)                              | Red, Chuck, Maltida, The Blues and Bomb                                  | The Blues bị nấc, mà lúc đầu có vẻ dễ thương, nhưng nó được gây phiền nhiễu và làm chúng mất ngủ. Những chú chim thử các phương pháp khác nhau để cố gắng trị nấc. |
| 43 | The Butterfly Effect (Hiệu ứng bướm)               | Matilda, Minion Pig and Corporal Pig                                     | Corporal Pig thông báo rằng Matilda thích sự hiện diện của một con bướm nên chúng cố gắng có thời trang bướm của riêng mình trên một dòng cá để hút cô ra khỏi tổ. |
| 44 | Hambo                                              | Red, Chuck, Matilda, Minion Pig, Prisoner Pig, Corporal Pig and King Pig | Một chú lợn có trại huấn luyện khởi động của mình một cách nghiêm túc và được giao nhiệm vụ để lấy trứng. |
| 45 | Bird Flu (Chim bị cúm)                             | Red, The Blues, Matilda, Minion Pig, Corporal Pig and King Pig           | Những đàn chim đi xuống với vài loại bệnh cúm. Bọn lợn cướp quả trứng và đem chúng cho vua lợn, nhưng sau đó cũng mắc bệnh cúm. |
| 46 | Piggies from the Deep (Lợn từ sâu)                 | Minion Pig, Corporal Pig and Foreman Pig                                 | Hai chú lợn mặc trong vây cá mập và làm sợ Foreman Pig, khi đã làm tương tự tại hồ bơi công cộng. Foreman Pig cố gắng để có được trả thù bằng cách đặt trên một bộ trang phục cá mập, nhưng nó lại gây phản tác. |
| 47 | Ví dụ                                              | Ví dụ                                                                    | Ví dụ |
| 48 | Ví dụ                                              | Ví dụ                                                                    | Ví dụ |
| 49 | Ví dụ                                              | Ví dụ                                                                    | Ví dụ |
| 50 | Ví dụ                                              | Ví dụ                                                                    | Ví dụ |
| 51 | Ví dụ                                              | Ví dụ                                                                    | Ví dụ |
| 52 | Ví dụ                                              | Ví dụ                                                                    | Ví dụ |

### Season 2
| STT | Tập   | Nhân vật | Cốt truyện |
| --- | ----- | -------- | ---------- |
| 1   | Ví dụ | Ví dụ    | Ví dụ      |
| 2   | Ví dụ | Ví dụ    | Ví dụ      |
| 3   | Ví dụ | Ví dụ    | Ví dụ      |
| 4   | Ví dụ | Ví dụ    | Ví dụ      |
| 5   | Ví dụ | Ví dụ    | Ví dụ      |
| 6   | Ví dụ | Ví dụ    | Ví dụ      |
| 7   | Ví dụ | Ví dụ    | Ví dụ      |
| 8   | Ví dụ | Ví dụ    | Ví dụ      |
| 9   | Ví dụ | Ví dụ    | Ví dụ      |
| 10  | Ví dụ | Ví dụ    | Ví dụ      |
| 11  | Ví dụ | Ví dụ    | Ví dụ      |
| 12  | Ví dụ | Ví dụ    | Ví dụ      |
| 13  | Ví dụ | Ví dụ    | Ví dụ      |
| 14  | Ví dụ | Ví dụ    | Ví dụ      |
| 15  | Ví dụ | Ví dụ    | Ví dụ      |
| 16  | Ví dụ | Ví dụ    | Ví dụ      |
| 17  | Ví dụ | Ví dụ    | Ví dụ      |
| 18  | Ví dụ | Ví dụ    | Ví dụ      |
| 19  | Ví dụ | Ví dụ    | Ví dụ      |
| 20  | Ví dụ | Ví dụ    | Ví dụ      |
| 21  | Ví dụ | Ví dụ    | Ví dụ      |
| 22  | Ví dụ | Ví dụ    | Ví dụ      |
| 23  | Ví dụ | Ví dụ    | Ví dụ      |
| 24  | Ví dụ | Ví dụ    | Ví dụ      |
| 25  | Ví dụ | Ví dụ    | Ví dụ      |
| 26  | Ví dụ | Ví dụ    | Ví dụ      |

### Season 3
| STT | Tập   | Nhân vật       | Cốt truyện                     |
| --- | ----- | -------------- | ------------------------------ |
| 1   | Ví dụ | red and silver | Red and silver love each other |
| 2   | Ví dụ | Bomb and chuck | party for red and silver       |
| 3   | Ví dụ | Ethan and zeta | Ví dụ                          |
| 4   | Ví dụ | Ví dụ          | Ví dụ                          |
| 5   | Ví dụ | Ví dụ          | Ví dụ                          |
| 6   | Ví dụ | Ví dụ          | Ví dụ                          |
| 7   | Ví dụ | Ví dụ          | Ví dụ                          |
| 8   | Ví dụ | Ví dụ          | Ví dụ                          |
| 9   | Ví dụ | Ví dụ          | Ví dụ                          |
| 10  | Ví dụ | Ví dụ          | Ví dụ                          |
| 11  | Ví dụ | Ví dụ          | Ví dụ                          |
| 12  | Ví dụ | Ví dụ          | Ví dụ                          |
| 13  | Ví dụ | Ví dụ          | Ví dụ                          |
| 14  | Ví dụ | Ví dụ          | Ví dụ                          |
| 15  | Ví dụ | Ví dụ          | Ví dụ                          |
| 16  | Ví dụ | Ví dụ          | Ví dụ                          |
| 17  | Ví dụ | Ví dụ          | Ví dụ                          |
| 18  | Ví dụ | Ví dụ          | Ví dụ                          |
| 19  | Ví dụ | Ví dụ          | Ví dụ                          |
| 20  | Ví dụ | Ví dụ          | Ví dụ                          |
| 21  | Ví dụ | Ví dụ          | Ví dụ                          |
| 22  | Ví dụ | Ví dụ          | Ví dụ                          |
| 23  | Ví dụ | Ví dụ          | Ví dụ                          |
| 24  | Ví dụ | Ví dụ          | Ví dụ                          |
| 25  | Ví dụ | Ví dụ          | Ví dụ                          |
| 26  | Ví dụ | Ví dụ          | Ví dụ                          |